# 海门市中医院
海门市中医院，是中国江苏省的一所医院，为二级甲等医院，位于海门市公园路12号。

## 规模
海门市中医院总床位159张，日门诊量313人次。